# آلوین و سمورچه‌ها
آلوین و سمورچه‌ها (انگلیسی: Alvin and the Chipmunks) با نامِ اولیهٔ «دیوید سِویل و سمورچه‌ها» نام یک گروه موسیقی مجازی کارتونی است که توسط راس باغداساریان سینیور در سال ۱۹۵۸ میلادی خلق شد. هدف از ایجاد این گروه کارتونی، خلقِ ترانه‌های سرگرم‌کننده و کمدی برای کودکان بود و خوانندگان آن ۳ سمورچهٔ انسان‌گونه بودند: «آلوین»، سمورچه‌ای بازیگوش و دردسرساز که ستارهٔ گروه بود؛ «سایمون» که عینکی و خردمند و «تئودور» که خپل و مهربان بود و از افراد و محیطِ اطرافش تأثیر می‌پذیرفت. سرپرست این گروه کارتونی نیز، معلم و پدرخوانده‌شان، «دیوید سِویل» نام داشت. در عالمِ واقعیت، «دیوید سِویل» نام هنریِ باغداساریان بود و نام سمورچه‌ها هم از نامِ کوچکِ مدیران اجراییِ ناشران اصلی موسیقی‌شان گرفته شده بود.
شخصیت آلوین و سمورچه‌ها، بعدها در فیلم‌های و سریال‌های انیمیشن دیگری با همین نام حضور یافتند و سریال جدید ۳ بعدی آلوین و سنجاب ها از سال ۲۰۱۵ تاکنون ادامه دارد و قسمت هایی از آن در ایران دوبله و پخش شده است. یکی دیگر از این کارتون‌ها در ایران، با نام آلوین و سنجاب‌ها منتشر شد. لازم است ذکر شود که سمورچه اگرچه از خانوادهٔ بزرگ سنجابان است، اما سنجاب نیست و با آن تفاوت‌هایی دارد.
باغداساریان خودش صداپیشگی همهٔ سمورچه‌ها را به‌عهده داشت. او با افزایشِ سرعتِ پخشِ اصوات ضبط‌شده، اقدام به تولید صداهایی با فرکانس بالا می‌کرد و این ابداعش، چنان مؤثر بود که برندهٔ ۲ جایزه گرمی در زمینهٔ «مهندسی صدا» شد. پس از مرگِ راس باغداساریان سینیور، فرزندش راس باغداساریان جونیور و همسر او «جَنیس کارمن» صداپیشگی سمورچه‌ها را انجام دادند.
این مجموعه در پیاده‌روی مشاهیر هالیوود یه ستاره دارد.